# Butyrkafängelset

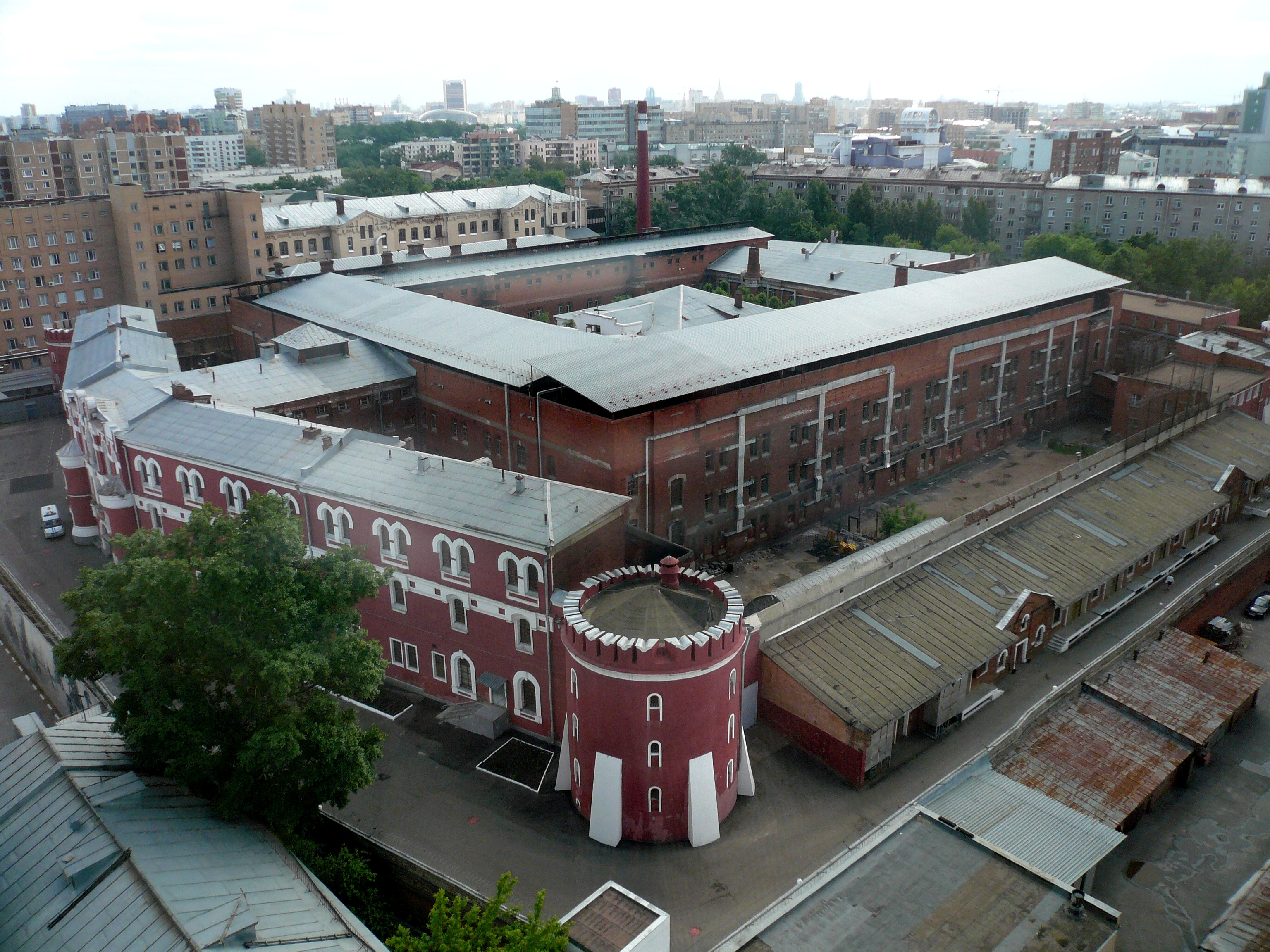
Butyrkafängelset ligger vid gatan Novoslobodskaja i centrala Moskva. Foto från 2010.

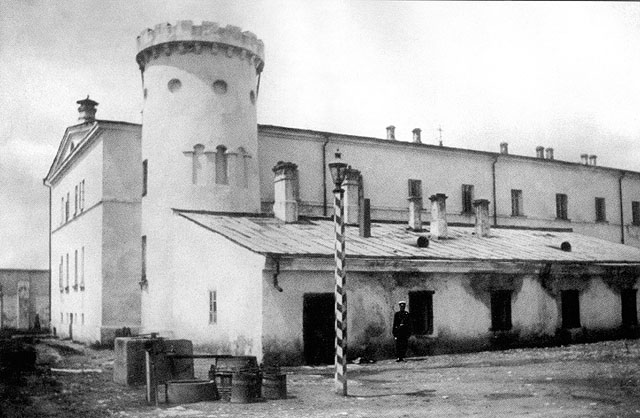
Butyrkafängelset, 1890-talet

Butyrkafängelset (ryska: Бутырская тюрьма) är ett fängelse i Moskva som varit i bruk sedan 1700-talet. Det är omtalat för att under Tsartiden och därefter under Sovjetregimen ha fungerat som ett transitfängelse för politiska fångar. Butyrkafängelset blev åter uppmärksammat 2009 efter att den fängslade affärsjuristen Sergej Magnitskij avled där under oklara omständigheter detta år.

## Kända fångar
- Władysław Anders (1892-1970) polsk general
- Isaak Babel (1894-1940) rysk författare
- Felix Dzerzjinskij (1877-1926) grundare av Tjekan
- Evgenia Ginzburg (1904-1977) rysk författare
- Vladimir Majakovskij (1893-1930) rysk poet
- Aleksandr Solzjenitsyn (1918-2008) rysk författare
- Jemeljan Pugatjov (1740-1775) ledde kosackupproret omkring 1770.
- Varlam Sjalamov (1907-1982) författare till Berättelser om Kolyma